# Боратин (Луцький район)
Бора́тин — село в Україні, центр Боратинської сільської громади Луцького району Волинської області. Населення становить 2604 осіб.

## Населення
Згідно з переписом УРСР 1989 року чисельність наявного населення села становила 1030 осіб, з яких 466 чоловіків та 564 жінки.
За переписом населення України 2001 року в селі мешкало 1086 осіб.

### Мова
Розподіл населення за рідною мовою за даними перепису 2001 року:
| Мова       | Відсоток |
| ---------- | -------- |
| українська | 99,18 %  |
| російська  | 0,73 %   |
| словацька  | 0,09 %   |

## Історія
До 2017 року — адміністративний центр Боратинської сільської ради Луцького району Волинської області.
12 червня 2020 року, відповідно до розпорядження Кабінету Міністрів України № 708-р «Про визначення адміністративних центрів та затвердження територій територіальних громад Волинської області», село увійшло у склад Боратинської сільської громади.
19 липня 2020 року, в результаті адміністративно-територіальної реформи та ліквідації  Луцького району, село увійшло до складу новоутвореного Луцького району.

## Пам'ятки археології
- За 0,5 км на південь від села, в урочищі Могилки, на лівому високому березі р. Стир — багатошарове поселення зубрицької групи, празько-корчацької, лука-райковецької культур та давньоруського періоду. Відкрите у 1978 р. М.Кучинком, у 1981—1982 рр. досліджувалося Д. Козаком. Розкопано 1880 м² площі і виявлено 13 жител, 4 господарські споруди, 22 ями, що відносяться до І-ІІІ ст. н. е. У 2009 р. на території пам'ятки проведено рятівні дослідження під керівництвом Златогорського О. Є.
- Поблизу села, в урочищі Гребельки розкопками Яна Фітцке у 1937 р. досліджено підкурганне поховання стжижовської культури доби бронзи.
- За 0,5 км від села в урочищі Хутір — слов'янське поселення празько-корчацької культури VI—VII ст. Відкрите розвідкою М.Пелещишина та І.Свєшнікова у 1958 р.
- На південно-західній околиці села, на мисі першої надзаплавної тераси правого берега р. Стир — поселення тшинецько-комарівської культури доби бронзи
- За 0,3 км на захід від села, в урочищі Городи — двошарове поселення вельбарської культури і давньоруського часу ХІІ-ХІІІ ст. Відкрите розвідкою В.Оприска та Д.Павліва у 1989 р.

## Церква
Церква Воздвиження Чесного Хреста Господнього 1907 р. належить ПЦУ. Настоятель протоієрей Іван Пахолок.

## Сучасність
Під Іловайськом загинув та довгий час вважався зниклим безвісти Олександр Сивий, 27 грудня 2014 року тіло перевезено із Запоріжжя до Луцька.
У 2019 році у Боратинській громаді встановили рекорд України: за допомогою рушників відтворили контури карти України з Кримом та окупованим Донбасом. Його зафіксував офіційний представник Книги рекордів України на Волині заслужений діяч мистецтв Віталій Іваницький.

## Галерея

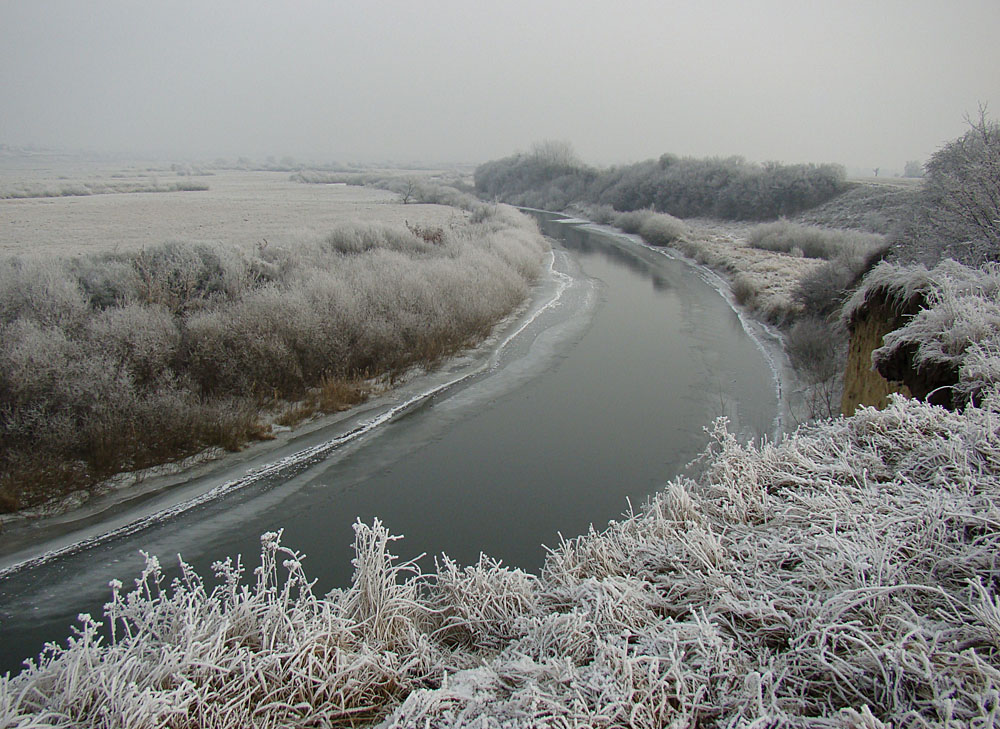
Річка Стир
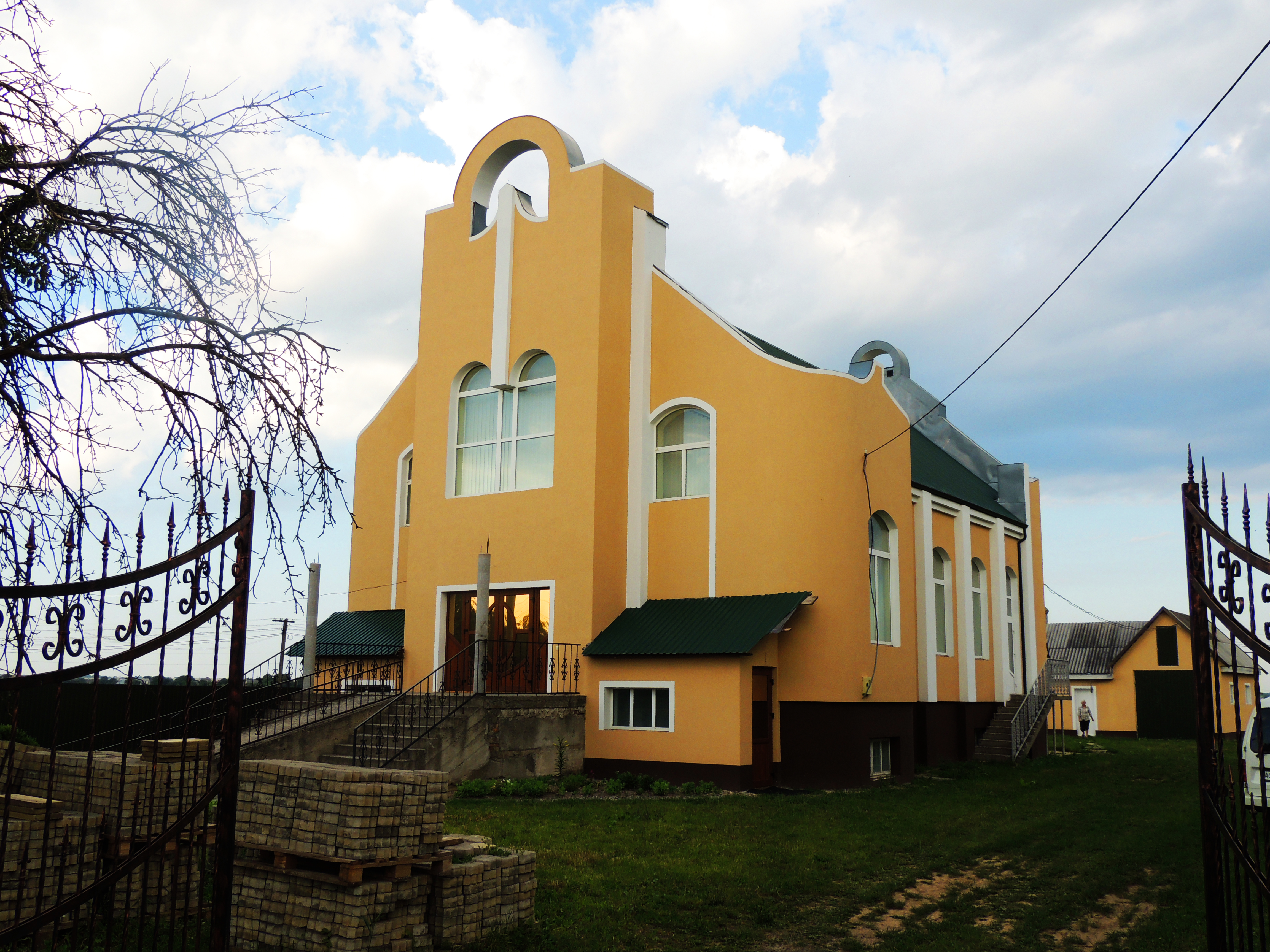
Дім молитви
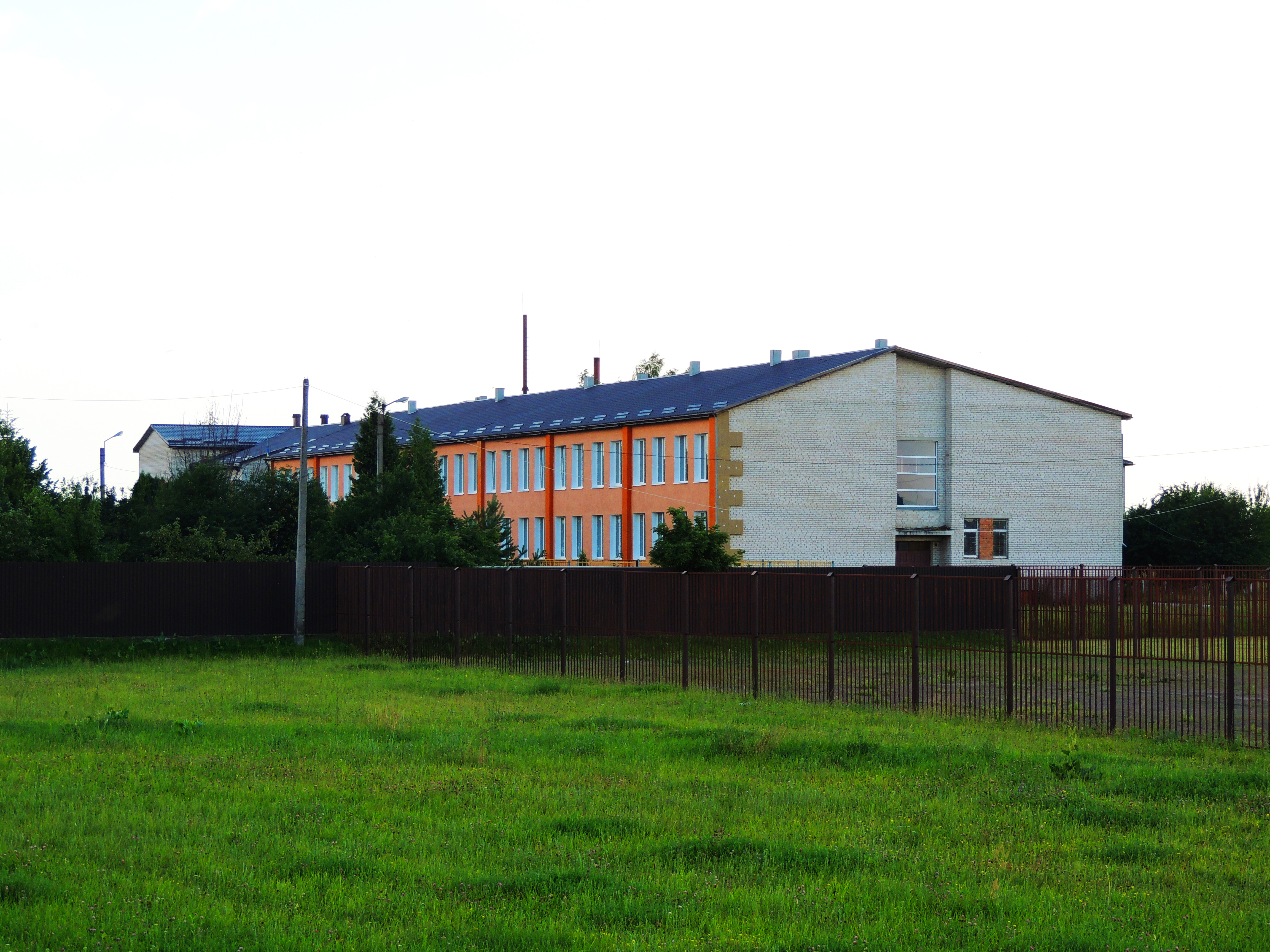
школа
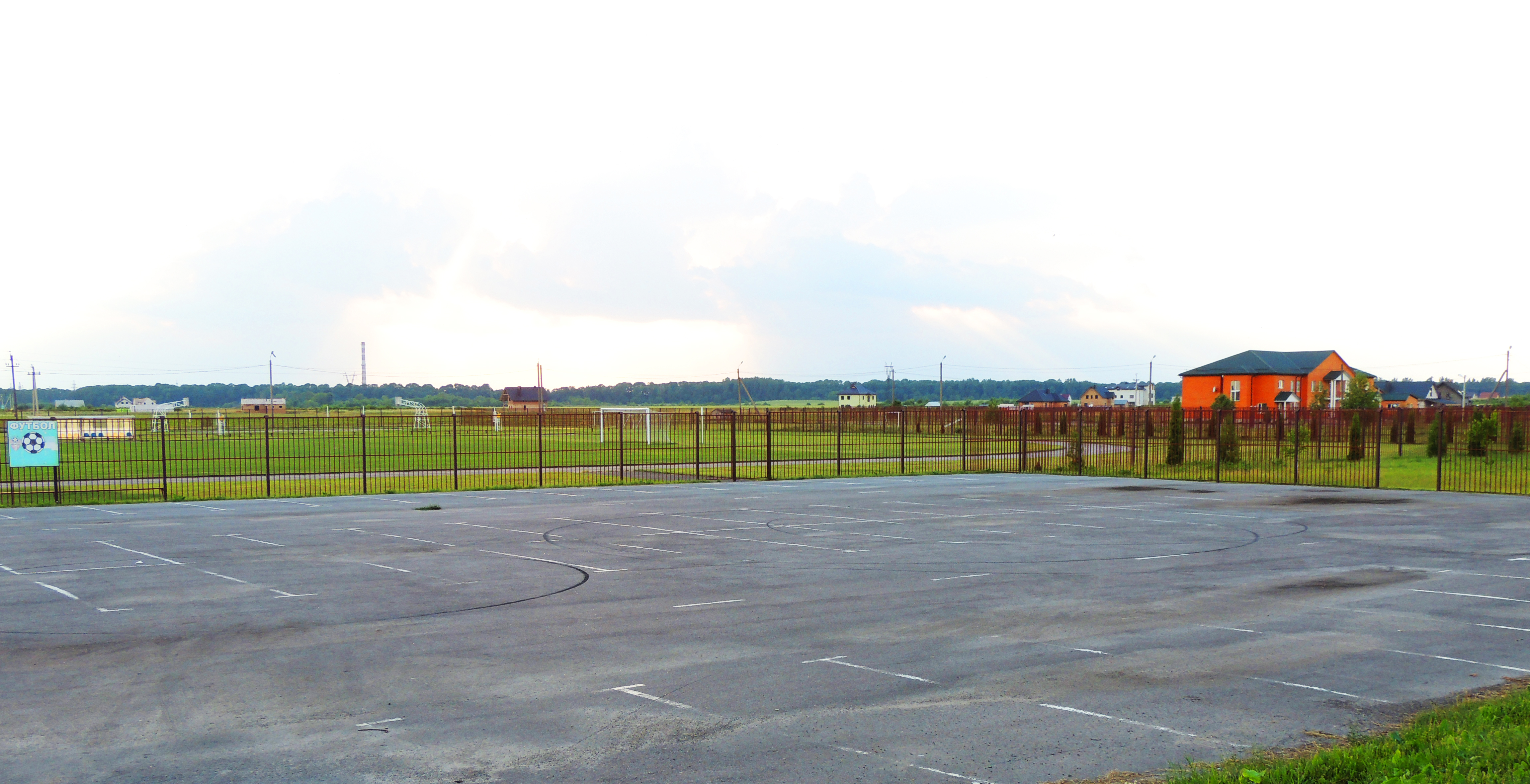
Стадіон